# Catocala tarbagata
Catocala tarbagata är en fjärilsart som beskrevs av Schultz 1909. Catocala tarbagata ingår i släktet Catocala och familjen nattflyn. Inga underarter finns listade i Catalogue of Life.